# Agrostis varia
Agrostis varia é uma espécie de gramínea do gênero Agrostis, pertencente à família Poaceae.